# Герб Вільшани
Герб Вільшани — офіційний символ селища міського типу Вільшана затверджений рішенням Вільшанської селищної ради №24-3/VI від 18 вересня 2013 року. Герб склав геральдист Черкаського обласного геральдичного товариства Олег Толкушин, зобразив художник Віктор Олексенко. Герб є промовистим.

## Опис
Територія Вільшанської селищної ради заселена людьми з давніх часів. Одне з перших поселень на цих землях – трипільської культури – відкрите в селищі Вільшана. Проживали тут люди і в наступні часи, про що свідчать численні кургани на землях селищної ради, а також археологічні знахідки епохи бронзи й ранньої залізної доби. Ця особливість території Вільшанської селищної ради відображена в щиті його герба срібною тинктурою, що свідчить про події «сивої давнини».
Початок сучасного заселення Середнього Подніпров’я пов’язане з укладанням Люблінської унії 1569 року між Великим князівством Литовським і Польщею, в результаті якої почалося переміщення значних мас людей із заходу на східні землі об’єднаної держави. При цьому в першу чергу заселялися місця, освоєні людьми до монголо-татарської навали. В зв’язку з загрозою нападів кримських татар і турків вони укріплювалися, а під захистом фортець виникали й облаштовувалися нові поселення.
Очевидно, таким чином заснували і Вільшану. Поселенці обрали місце на високому березі річки Вільшанка при впаданні в неї річки Мазник. Тобто, найвище положення на місцевості, з якого добре було видно стародавній шлях, обумовило виникнення тут населеного місця. Найімовірніше, спочатку воно слугувало сторожовим постом або спостереженим пунктом Корсунської фортеці на одному з відгалужень «Чорного шляху», по якому здійснювали набіги войовничі жителі півдня.
Географічна особливість населеного пункту – місце злиття двох річок – у щиті Вільшанського герба символічно відображена вилоподібним хрестом, а блакитний колір символізує їхні води.
Транспортна особливість Вільшани мала вирішальне значення для її розвитку в ХІХ столітті: у населеному пункті з’єднувалися «три главныя дороги: изъ Корсуня, Шполы и Звенигородки». У другій половині того  ж століття економ графині Браницької звернувся із проханням до Київського губернатора про будівництво залізниці довжиною 60 верст, яка б з’єднала дніпровську пристань із Вільшаною. Магістраль повинна була пройти поблизу Мліївського цукрового заводу Яхненка й Набутівського цукрового заводу поміщиці Лопухіної, а також вивозити продукцію Вільшанського цукрового заводу графині Браницької і зерно із містечка. Але звернення залишилося без уваги. Втім, ця ідея втілилася в життя в ХХ столітті: з 20-х років і до початку 90-х біля Вільшани діяла вузькоколійна залізниця. По ній здійснювався підвіз сировини й відправлення готової продукції з Вільшанського цукрового заводу.
Ця відмінна риса Вільшани також втілена в щиті герба селищної ради вилоподібним хрестом, що у цьому символічному значенні відображає транспортні артерії, які сходилися в населеному пункті.
Свою назву населений пункт Вільшана перейняв від найменування річки Вільшанка, на березі якої він був заснований (як правило, гідроніми передували появі топонімів). У документальних даних річка Вільшанка згадується в 1550 році під назвою «Ольшаница». Очевидно, вона названа так від великої кількості вільхових заростей в долині річки. Тому в щиті герба Вільшанської селищної ради поміщення зображення супліддя вільхи – зеленого стебла, з якого виростають три шишки, що вказує на «промовисту» назву центрального населеного пункту селищної ради.
Згодом Вільшана з спостережного пункту (сторожового поста) перетворилася в поселення, захищене фортецею. У вигляді фортеці, показаної зверху, населений пункт позначений на карті французького інженера Гильома Левасера де Боплана, складеної в середині XVII століття. Відомо, що для позначення фортець військовий інженер використовував їхні дійсні плани, з деталізацією конфігурації й інших особливостей укріплення.
Ця особливість центрального населеного пункту селищної ради відображена в щиті герба Вільшанської селищної ради стилізованою фортецею у вигляді червленого (червоного) палісаду, у центральній частині якого срібна вежа із червленим (червоним) дахом і такого ж кольору воротами. В іншому значенні зображена в гербі фортеця символізує військово-адміністративне значення населеного пункту: Вільшана з 1649 року мала статус сотенного містечка, що входило до складу Корсунського полку.
Зображення вежі фортеці срібною тинктурою вказує на стародавність споруди, червоний колір – відображає героїчне минуле її захисників. Багатство славнъих історичних подій, пов’язаних з обороною козачої твердині, символічно відображено золотим прапорцем, що увінчує вежу.
Козаче середовище сприяло появі героїчних особливостей. Серединих найбільш відомий найближчий соратник Б. Хмельницького Максим Кривоносий (Перебийніс) (? – сер. листопада 1648). Як гадають, він уродженець Вільшани: «Про минуле Максима Кривоноса збереглося дуже мало вірогідних даних. Невідоме нам і справжнє прізвище народного героя, бо ім’я «Кривоніс» він одержав за свій пошкоджений кривий ніс. У пам’яті народу Кривоніс залишився під прізвищем Перебийноса.
Не тільки військовим минулим відома Вільшана. Основне заняття її жителів протягом сторіч – робота в сільському господарстві. Ця особливість в Вільшанському селищному гербі відображена золотою тинктурою, що заповнює вилоподібний хрест угорі. Золото символізує багатство: «Ольшана славилась въ окрестностяхъ обиліємъ отличныхъ земель и богатствомъ житєлєй, такъ что составилась поговірка: «Ольшана – кохана».
Вільшана з другої половини ХІХ століття слугувала центром хлібної торгівлі. Ця його відмінна риса символічно відображена зеленим колоссям із зеленим таки стеблом. Зелений колір у цьому випадку – символ процвітання.
Колосся символічно відображає населені пункти Сагайдачний і Незаможник, виникнення й розвиток яких тісно пов’язане з сільськогосподарською діяльністю місцевого населення.
Колос зі стеблом покладений у щиті герба навхрест з кистю. Кисть художника – збірний символ, що відображає мальовничі околиці Вільшани: пагорби, вкриті лісами й садами, які чергуються з лугами й пшеничними полями, з ставками, над якими схилилися плакучі верби. В іншому значенні її зображення символізує культурну спадщину населеного пункту, найбільший внесок у який внесли художники.
В Вільшані почали свій творчий шлях ряд видатних людей – І.М. Сошенко, Т. Г. Шевченко, Ян Станіславський та ін.
Щит герба увінчує міська корона, що вказує на статус центрального населеного пункту селищної ради – селище міського типу Вільшана. Серед поселень Київського воєводства 1629 року Вільшана (Ольшанка) згадується як місто. Можливо, населений пункт розорили під час чергової навали кримських татар, тому що через дев’ять років він значиться слободою, створеної власником Мліївських земель Станіславом Конецьпольським на місці однієї з найбільших слобод 8 . У 1923 році Вільшані підтверджений статус містечка12, а з 1923 по 1924 рік населений пункт – адміністративний центр однойменного району, який в 1924 році перейменований у район ім.. Петровського Г.І.; а в 1935 році йому повернули колишню назву – Вільшанський район, і він існував до 1959 року.
Щит герба обрамовують гілки вільхи, що також вказує на «промовисту» назву центрального населеного пункту селищної ради. Зображені на гілках вільхи квітки, зібрані в сережки, символізує процвітання населених пунктів, що входять до складу Вільшанської селищної ради. Нижні частини гілок обплетені стрічкою, на якій нанесений напис «ВІЛЬШАНА», що явно вказує на приналежність герба Вільшанській селищній раді. Кольори стрічки й напису на ній повторюють основні тинктури щита герба.